# Intersexualitat

Bandera de la intersexualitat

La intersexualitat és un ventall de condicions associades a un desenvolupament atípic de les característiques físiques sexuals. Les persones intersexuals poden néixer amb cromosomes, genitals i gònades que no encaixen amb la típica presentació masculina o femenina.
Un terme alternatiu a intersexualitat és diferències en el desenvolupament sexual (DSD).
El govern valencià redactà el 2018 un projecte de llei LGTBI que seria la primera norma espanyola que "dedica un capítol sencer a la situació especial i diversa de les persones amb variacions intersexuals".

## Tipus d'intersexualitat
Es dona quan un individu presenta uns genitals externs de forma ambigua. Pot posseir obertura vaginal que pot estar parcialment fusionada, un òrgan erèctil (penis o clítoris) més o menys desenvolupat, i amb ovaris o testicles que solen ser interns.
Es diferencia de l'hermafroditisme veritable en què, en aquest últim cas, l'individu posseeix al mateix temps teixit ovàric i testicular.
Aquestes persones han suscitat gran controvèrsia pel costum i la necessitat social d'assignar un sexe definit a cada persona, de tal manera que sovint s'ha acudit al cariotip per assignar-los un sexe i, fins i tot, per transformar els seus genitals al més d'acord possible amb el seu sexe genètic. De vegades, el sexe genètic no resol la qüestió, ja que poden presentar un mosaïcisme.
La intersexualitat no s'acompanya d'una orientació sexual ni d'una identitat de gènere unívoques, de manera que fer un canvi forçat (quirúrgic) dels genitals ambigus per tal de poder-los assignar un determinat sexe social pot generar-los importants conflictes sexuals i psicològics futurs.